# اختلال شخصیت وسواسی جبری

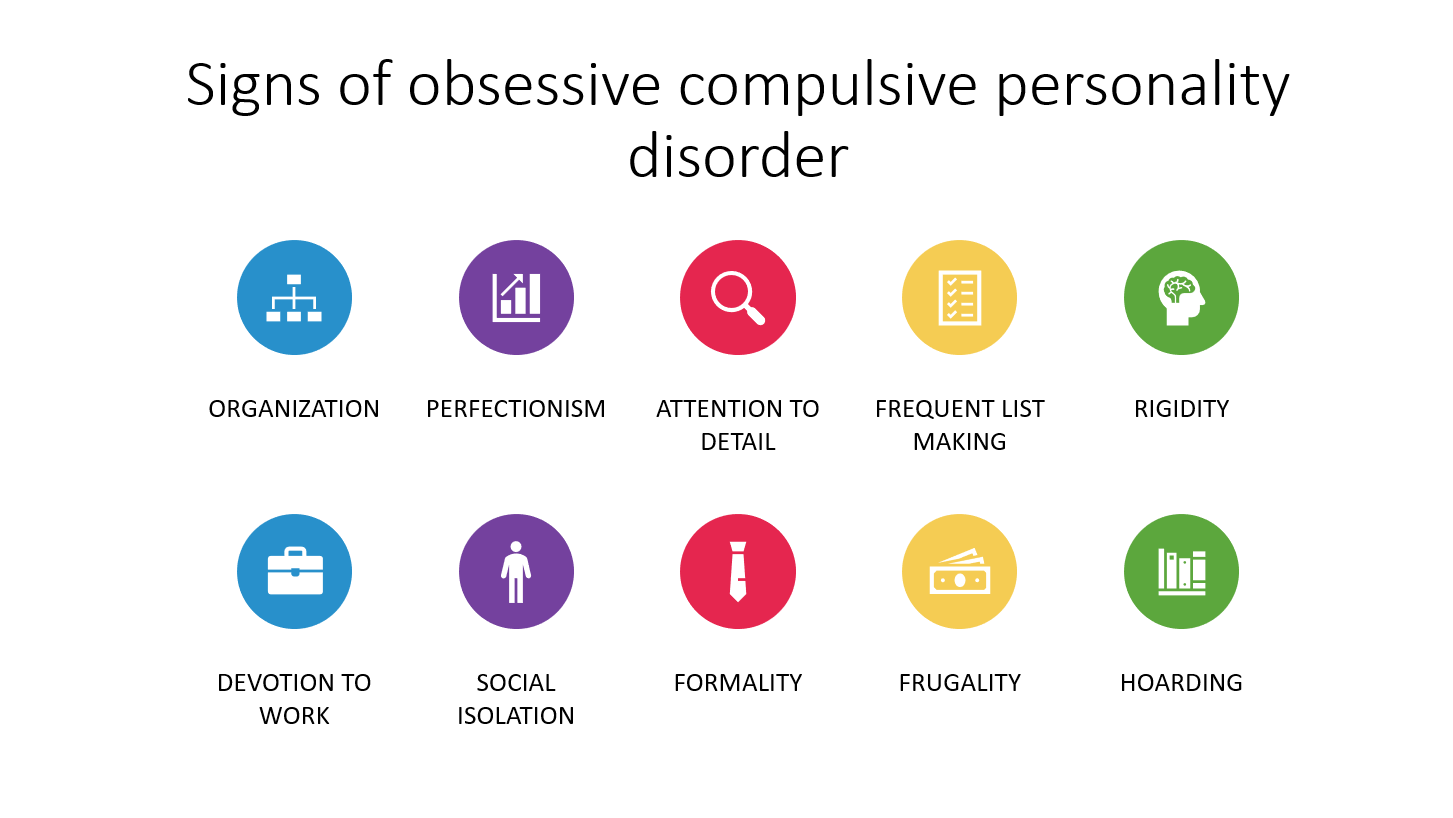
نشانه های اختلال شخصیت وسواس فکری اجباری شامل سازماندهی، کمال گرایی، توجه به جزئیات، فهرست بندی مکرر، سفتی، وفاداری به کار، انزوای اجتماعی، رسمی بودن، صرفه جویی و احتکار است.

افراد مبتلا به اختلال شخصیت وسواسی جبری (به انگلیسی: Obsessive–compulsive personality disorder (OCPD)) کمالگرا بوده و به گونه‌ای زیاده از حد و انعطاف‌ناپذیر، نگران کنترل  کردن تمامی جزئیات مربوط به مسائل هستند و همچنین معتقدند باید تمامی جزئیات، دقیقاً بر سر جای خود باشند. تفویض اختیار به دیگران از سوی آنان ناممکن است؛ زیرا این افراد هیچ‌گاه به دیگران اعتماد ندارند و آن‌ها را از دقّت کافی برخوردار نمی‌دانند. زندگی آنان توسّط مقرّرات، برنامه‌ها و روال‌های انعطاف‌ناپذیر کنترل می‌شود. توجّه بیش از حدّ آن‌ها به کار، مانع از خودانگیختگی، آرمیدگی و برقراری روابط عمیق می‌شود. آنان در زمینهٔ مسائل مالی، هیجان‌ها و عواطف، افرادی تنگ‌نظر بوده و همواره اظهار می‌دارند که همیشه باید «حرف، حرف ما باشد».

## همه‌گیرشناسی
برآورد می‌شود که شیوع اختلال شخصیت وسواسی جبری، حدود ۱ درصد از کل جمعیت را در بر می‌گیرد. افراد مبتلا به گرایش‌های وسواسی-جبری بیشتر از افراد مبتلا به سایر اختلالات شخصیتی به دنبال درمان هستند. در نتیجه، میزان اختلال در نمونه‌های بالینی بسیار بیشتر است (ویزمن، ۱۹۹۳). این اختلال در هر دو جنس رخ می‌دهد اما تا حدودی در بین مردان فراوانی بیشتری دارد (کارتر، جویس، مولدر، سالیوان و لوتی، ۱۹۹۹).
به گزارش DSM-5، اختلال شخصیت وسواسی-جبری شایع‌ترین اختلال شخصیت در جامعه است و حدود ۲٫۱٪ تا ۷٫۹٪ تخمین زده می‌شود.

## تشخیص
بیماران مبتلا به اختلال شخصیت وسواسی جبری، در مصاحبه، رفتاری شق و رق، رسمی و خشک دارند. نمی‌شود گفت که حالت عاطفیشان کند یا تخت است؛ بلکه شاید محدود توصیف خوبی از آن باشد. این‌ها در صحبت کردن پیشدستی نمی‌کنند و خلقشان معمولاً جدی است. ممکن است از اینکه خودشان بر جریان مصاحبه مسلط نیستند، مضطرب گردند. پاسخ‌های بسیار پر طول و تفصیلی به سوالات می‌دهند. مکانیسم‌های دفاعی مورد استفاده آن‌ها عبارت است از دلیل تراشی، جداسازی، ذهنی سازی، وارونه سازی و ابطال.

## معیارهایDSM-5برای اختلال شخصیت وسواسی-جبری
فرد تقریباً در همه جنبه‌های زندگی به فکر نظم، ترتیب، کمال‌گرایی، کنترل شخصی و کنترل میان فردی است و در این میان، انعطاف‌پذیری، گشاده نظری و صرفه جویی در وقت و انرژی قربانی می‌شود. این وضعیت قبل از اوایل بزرگسالی شروع شده‌است و در شرایط مختلف حضور دارد و چهار مورد (یا بیشتر) از موارد زیر آن را نشان می‌دهند:
1. فرد دائماً به فکر جزئیات، قواعد، فهرست‌ها، نظم، سازمان، یا جدول‌های زمانی است، تا جایی که هدف اصلی فعالیت مورد نظر فراموش می‌شود.
2. کمال‌گرایی باعث می‌شود در به پایان رسیدن پروژه‌ها اختلال ایجاد شود (چون استانداردهایش رعایت نشده‌اند، نمی‌تواند پروژه را کامل کند).
3. به شدت خود را وقف کار می‌کند و شدیداً در تلاش است تا عملکرد خوبی در شغلش داشته باشد؛ تا جایی که فعالیت‌های تفریحی و دوستی‌های خود را کنار می‌گذارد (در صورت مضیقه مالی این معیار در نظر گرفته نمی‌شود).
4. بیش از حد وجدان کاری دارد، مته به خشخاش می‌گذارد و دربارهٔ رعایت اخلاق، اصول، یا ارزش‌ها انعطاف‌پذیری ندارد. (آداب و رسوم مذهبی و فرهنگی جزو این معیار محسوب نمی‌شوند).
5. نمی‌تواند اشیای کهنه یا بی‌ارزش را دور بیندازد؛ حتی اگر هیچ ارزش معنوی برایش نداشته باشد.
6. دوست ندارد قسمتی از کارش را به دیگران بسپارد یا با دیگران همکاری کند؛ مگر این که کارها را دقیقاً همان‌طور که او می‌خواهد، انجام دهند.
7. در خرج کردن پول، هم برای خود و هم برای دیگران، خسیس است و اعتقاد دارد که پول را برای روز مبادا جمع کرد.
8. در افکار و عقایدش سرسخت است و اصلاً حاضر نیست کوتاه بیاید.[۳]